# 弗沙
弗沙，又作炽盛宿，是印度占星学二十七宿（纳沙特拉）之一，与中国二十八宿的鬼宿相对应。
弗沙由土曜统治，守护神为祭主仙人。它的联络星是鬼宿四（巨蟹座δ）。
传统上，印度人为婴儿取名会以其出生时月亮所在的宿为依据，其名字的首字母是与这一宿对应的四个梵文字母之一。与弗沙相应的梵文字母分别为。